# Comuna Kociîciîne, Iemilciîne
Kociîciîne (în ucraineană Кочичинська сільська рада) este o comună în raionul Iemilciîne, regiunea Jîtomîr, Ucraina, formată din satele Dibrivka, Kociîciîne (reședința), Volodîmîrivka și Zabaro-Davîdivka.

## Demografie
Componența lingvistică a comunei Kociîciîne
     Ucraineană (98,37%)
     Rusă (1,4%)
     Alte limbi (0,23%)
Conform recensământului din 2001, majoritatea populației comunei Kociîciîne era vorbitoare de ucraineană (98,37%), existând în minoritate și vorbitori de rusă (1,4%).